# Xã Waldo, Quận Livingston, Illinois
Xã Waldo (tiếng Anh: Waldo Township) là một xã thuộc quận Livingston, tiểu bang Illinois, Hoa Kỳ. Năm 2010, dân số của xã này là 255 người.